# 5252 Vikrymov
Az 5252 Vikrymov (ideiglenes jelöléssel 1985 PZ1) a Naprendszer kisbolygóövében található aszteroida. Nyikolaj Sztyepanovics Csernih fedezte fel 1985. augusztus 13-án.